# Redwan Bourlès
Redwan Bourlès (* 2. Januar 2003 in Lorient) ist ein französischer Fußballspieler.

## Karriere
Bourlès begann seine fußballerische Ausbildung bei Vigilante de Keryado, wo er von 2009 bis 2011 spielte. Anschließend spielte er drei Jahre lang bei CEP Lorient. 2014 wechselte er zum FC Lorient, wo er bis 2021 in der Jugend spielte. In der Saison 2019/20 spielte er zehnmal für die Zweitmannschaft in der National 2. In der Folgesaison kam er zu sieben Einsätzen für die zweite Mannschaft. Im Juli 2021 bekam er seinen ersten Profivertrag beim FC Lorient. Am 13. August 2021 (2. Spieltag) debütierte er für das Ligue-1-Team bei einem 1:0-Sieg über die AS Monaco, nachdem er kurz vor Schluss ins Spiel kam. Im September 2022 wechselte er zu Stade Rennes.